# A Manchester United FC 2021–2022-es szezonja
Ez a szócikk a Manchester United FC 2021–2022-es szezonjáról szól, amely a csapatnak sorozatban 47. az angol első osztályban és 30. a Premier League-ben.
Ez lesz az első a 2013–14-es Premier League szezon óta, ahol nem a Chevrolet volt a csapat fő mezszponzora, helyét a német szoftvercég, a TeamViewer vette át.
2021. április 22-én a Manchester United hivatalos oldalán tudatta, hogy a klub elnöke, Ed Woodward lemondott posztjáról és 2021 végén távozik a klubtól.
2021. november 21-én a csapat menedzsere, Ole Gunnar Solskjær távozott a csapat éléről. Helyét átmenetileg Michael Carrick, majd december 2-tól Ralf Rangnick vette át. A német szakember első mérkőzése egy Crystal Palace elleni hazai Premier League mérkőzés volt, december 5-én.
A Manchester United az előző szezonban elért bajnoki 2. helyezésével erre az idényre a Bajnokok Ligájába jutott, ezenkívül a Premier League és a két hazai kupasorozat, az FA-kupa és a Ligakupa küzdelmeiben vett részt. Márciusra az összes kupasorozatból kiesett és a szezon nagy részében a negyedik helyért küzdött a csapat. A Premier League-érában statisztikailag a csapat legrosszabb szezonja volt.

## Mezek

### Mezőnyjátékos mez
| Hazai | Vendég | Harmadik |

### Kapus mez
| Kapus 1 | Kapus 2 | Kapus 3 |

## Előszezon
A 2020–21-es szezont megelőzően a klub ismét felkészülési mérkőzéseken lép pályára. Júliusban és augusztusban a csapat pályára lép angol első- és másodosztályú ellenfelek ellen. A felkészülési időszak első két mérkőzését két Championshipben szereplő ellenfél, a Derby County és a QPR ellen játszották július 18-án és 24-én. Az ulolsó két felkészülési mérkőzés két Premier League-egyesület, a frissen feljutó Brentford és az Everton ellen játssza a csapat július 28-án és augusztus 7-én. A csapat pályára lépett volna idegenben a Championshipben szereplő Preston North End otthonában 2021. július 31-én. Amely meccset végül töröltek, mivel a United csapatában pozitív koronavírus tesztet találtak.
Augusztus 17-én a United barátságos mérkőzést játszott a Burnley ellen zárt ajtók mögött, hogy minél több játékos lendüljön formába a szezonra. A United 3-1-re nyerte a mérkőzést, melyen Anthony Martial, Jesse Lingard és Fred szerezték a győztes gólokat.
| Dátum               | Ellenfél          | Helyszín     | Végeredmény | Góllövők                                              | Nézőszám          |
| ------------------- | ----------------- | ------------ | ----------- | ----------------------------------------------------- | ----------------- |
| 2021. július 18.    | Derby County      | Pride Park   | 2–1         | Chong 18', Pellistri 59'                              |                   |
| 2021. július 24.    | QPR               | Loftus Road  | 2–4         | Lingard 3', Elanga 73'                                |                   |
| 2021. július 28.    | Brentford         | Old Trafford | 2–2         | Elanga 12', Pereira 50'                               | 30 000            |
| 2021. július 31.    | Preston North End | Deepdale     | Törölve     | Törölve                                               | Törölve           |
| 2021. augusztus 7.  | Everton           | Old Trafford | 4–0         | Greenwood 8', Maguire 15', Fernandes 29', Dalot 90+2' | 55 000            |
| 2021. augusztus 17. | Burnley           | Old Trafford | 3–1         | Martial, Lingard, Fred                                | Zárt ajtók mögött |

## Premier League

### Mérkőzések
Az egyes fordulók párosításainak sorsolása magyar idő szerint 10:00-kor történt, 2021. június 16-án. A 2021–2022-es Premier League-szezon 2021. augusztus 14-én kezdődött és 2022. május 22-én ért véget.
A csapat a szezonját a Leeds United ellen kezdte, 2021. augusztus 14-én. Bruno Fernandes mesterhármast szerzett, az elsőt a manchesteri karrierjében, illetve Mason Greenwood és Fred lőtték a másik két gólt az 5–1-es győzelem alkalmával, amelynek során Paul Pogba beállította a legtöbb gólpassz rekordját egy Premier League mérkőzésen, néggyel. Luke Ayling szerezte a vendégek egyetlen gólját. A következő hétvégén a United Southamptonba utazott és az első fél órában hátrányba keveredett, miután Ché Adams lövése Fredről bepattant David de Gea kapujába. Greenwood az 55. percben tudta kiegyenlíteni a mérkőzést. A mérkőzés 1–1 lett, ezzel a United már 27 meccsen veretlen volt idegenben, amellyel kiegyenlítették az Arsenal rekordját, amelyet még 2004-ben állítottak be. A rekordot egy héttel később meg is döntötték, 2021. augusztus 29-én, a Wolverhampton Wanderers ellen. Raphaël Varane ezen a mérkőzésen debütált, miután a csapat leigazolta a Real Madridból. A United Mason Greenwood góljával nyert 1–0-ra.
A United első mérkőzése a szünetet követően a Newcastle United ellen volt, szeptember 11-én, amely Cristiano Ronaldo visszatérését jelentette a manchesteri klubba. Az első félidő végén szerezte meg első gólját a csapatban, mikor a labda kipattant Freddie Woodman kapusról, Greenwood lövését követően. Javier Manquillo kiegyenlített az 56. percben, mielőtt Ronaldo hat perccel később megszerezte második gólját a mérkőzésen, Luke Shaw gólpasszából. Fernandes szerezte meg a harmadikat a 80. percben, majd Jesse Lingard 2020 augusztusa óta először lőtt gólt a csapat színeiben. A United 4–1-re nyert és visszatért a tabella élére. Szeptember 19-én a West Ham United ellen a csapat fél óra elteltével hátrányban volt. Kevesebb, mint 5 perccel később Ronaldo kiegyenlített, miután első lövését kivédte Łukasz Fabiański. A rendes játékidő vége előtt egy perccel Lingard a büntetőterület bal oldaláról a jobb felső sarokba lőtte a labdát. Miután Shaw kézzel ért a labdához, a 94. percben a West Ham kapott egy büntetőt. David Moyes felhozta Mark Noblet a pályára, hogy elvégezze a tizenegyest, de De Gea megfogta a lövést. 2014 októbere óta ez volt az első alkalom, hogy kivédett egy büntetőt a bajnokságban. Ezt követően a United az Old Traffordon fogadta az Aston Villát és a mérkőzésen megsérült Shaw és Harry Maguire is. A mérkőzésen a 88. percig nem esett gól, mikor egy szöglet után Kortney Hause megszerezte a vezetést a vendégeknek. Ezt követően a Villa védője kézzel ért a labdába a büntetőterületen belül, így a United büntetőhöz jutott. Bruno Fernandes lőtte a tizenegyest, de nem tudta eltalálni a kaput. Így a Villa először nyert a manchesteri csapat stadionjában, 2009 decembere óta. Ez volt a United első veresége a szezonban a bajnokságban.
Első októberi mérkőzésén a United az első félidő vége előtt szerezte meg a vezetést, mikor Anthony Martial meglőtte első gólját a csapatban a februári Southampton elleni 9–0-ás győzelem óta. Andros Townsend a 65. percben kiegyenlített. Yerry Mina majdnem megszerezte a győztes gólt a 86. percben, de a videóbíró lesnek ítélte azt. A válogatott szünetet követően a United a King Power Stadionba látogatott, hogy a Leicester City ellen játsszon. Greenwood szerezte meg a vezetést, de Youri Tielemans az első fél órán belül kiegyenlített, mielőtt Çağlar Söyüncü a 78. percben megszerezte volna a vezetést. Marcus Rashford ezt követően kiegyenlített, az első pályára lépésén a 2020-as Európa-bajnokság döntője óta. Mindössze egy perccel később Jamie Vardy ismét megszerezte a vezetést a Leicesternek, majd Patson Daka a hosszabbításban beállította a végeredményt, amellyel véget ért a United 29 mérkőzésen át tartó veretlenségi sorozatát idegenben. A következő héten a United a Liverpool ellen játszott. Naby Keïta az ötödik percben szerezte meg a vezetést a vendégeknek, mielőtt Diogo Jota nyolc perccel később megduplázta a liverpooliak előnyét. Mohamed Szaláh még kettőt lőtt a félidő vége előtt, amellyel a United a Premier League történetében mindössze másodjára volt négy gólos hátrányban a félidőben. Szaláh végül mesterhármast szerzett, öt perccel a második félidő kezdete után meglőve harmadik gólját. Pogbát ezt követően kiállították, ez a mérkőzés volt a United történetében a legnagyobb vereség a Liverpool ellen. Az utolsó októberi meccsén a United Londonba látogatott, a Tottenham Hotspur ellen. Cristiano Ronaldo a 39. percben szerezte meg a vezetést a vendégeknek, majd Edinson Cavani duplázta meg a vezetést, közel fél órával később. Marcus Rashford állította be a végeredményt, a 86. percben, a vendégek 3–0-ra nyertek. Ez volt a United addigi legnagyobb idegenbeli győzelme a szezonban.
Novemberben a United a Manchester City ellen játszott először a bajnokságban. Eric Bailly kezdett középhátvédként a hét közben megsérült Raphaël Varane helyett és ő is szerezte meg az első gólt, csak a saját kapujába, João Cancelo beadása után. Bernardo Silva szerezte meg a vendégek második gólját a félidő előtt, mikor Bailly helyett Jadon Sancho érkezett a pályára. Ugyan a City a második félidőben is a jobb csapat volt, David de Gea meg tudta akadályozni, hogy még egy gólt szerezzen a kelet-manchesteri csapat. A United így a válogatott szünetet kilenc ponttal a listavezető Chelsea mögött kezdte. 2021. november 20-án a United 4–1-es vereséget szenvedett az újonc Watford ellen, amellyel a csapat hetedik lett a bajnokságban. A csapat másnap bejelentette, hogy Ole Gunnar Solskjær közös megegyezéssel távozott a csapat éléről, a helyét ideiglenesen Michael Carrick vette át. Carrick első Premier League-meccsén, mint United-menedzser a csapat döntetlent játszott a Chelsea ellen. Jadon Sancho szerezte meg a vezetést a Vörös Ördögöknek, majd a 69. percben egyenlített Jorginho egy büntetőt követően.
December első mérkőzése az Arsenal ellen volt, 2021. december 2-án. A hazai pályán játszó Vörös Ördögök 3–2 arányban győzték le a londoni csapatot, Cristiano Ronaldo duplájával és Bruno Fernandes góljával. Az Arsenal szerezte meg először a vezetést a 13. percben, Emile Smith Rowe góljával, amelyre Fernandes tudott válaszolni. Az 56. percben Ronaldo 800. karriergólját követően Ødegaard egyenlített. A meccset végül Ronaldo nyerte meg a csapatnak a 70. percben. A mérkőzést követően Michael Carrick lemondott posztjáról, mint a United menedzsere. Ralf Rangnick első mérkőzésén, mint a United menedzsere a csapat a Crystal Palace ellen játszott. A Vörös Ördögök 1–0 arányban nyertek, Fred góljával. 2021. december 11-én a United az újonc Norwich City ellen játszott. Cristiano Ronaldo 75. percben szerzett büntetőjével és David de Gea kulcsfontosságú védéseinek köszönhetően nyert 1–0 arányban a csapat. Miután a csapatban több játékos és edző Covid19-tesztje is pozitív lett 2021. december 12-én, lezárták a csapat carringtoni edzőközpontját és elhalasztották a Brentford elleni mérkőzését, majd pár nappal később a Brighton elleni december 18-i összecsapást is. A United 2021. december 27-én tért vissza a pályára, a Newcastle United elleni idegenbeli mérkőzésen. A United a mérkőzés elején hátrányba került Allan Saint-Maximin góljának köszönhetően, mielőtt Edinson Cavani a 71. percben kiegyenlített volna. Az év utolsó mérkőzését a manchesteri csapat a Burnley ellen játszotta, amelyen a vezetést Scott McTominay szerezte meg a tizenhatos vonaláról, a 8. percben, majd a 27-ben Sancho szólógóljával (amelyet végül Ben Mee öngóljaként adtak meg) a United már 2–0 arányban vezetett. A 35. percben Cristiano Ronaldo szerzett gólt, miután McTominay lövését a tizenhatos széléről a Burnley kapusa kivédte, mielőtt Aaron Lennon szépített volna három perccel később. A United 3–1-re nyert.
A Vörös Ördögök első mérkőzése az új évben a Wolverhampton ellen volt, hazai pályán. Az ütközetet a Wolves nyerte João Moutinho 81. percben szerzett találatával. Az év második bajnoki mérkőzésén a United Fernandesnek köszönhetően 2–0 arányú előnyt alakított ki a 67. percre. Ezt követően Jacob Ramsey és Philippe Coutinho kiegyenlített, az eredmény döntetlen lett. A Brentford elleni elhalasztott mérkőzést január 19-én tartották meg, Anthony Elanga megszerezte első gólját a bajnokságban a szezonban, mielőtt Greenwood meglőtte volna első gólját a Leicester elleni októberi vereség óta. Tizenöt perccel később Rashford megszerezte első gólját október 30. óta, nyolc perccel az előtt, hogy Ivan Toney megszerezte volna a hazai csapat egyetlen gólját. Ezzel a United lett az első csapat, amelyik megnyert 300 idegenbeli Premier League-mérkőzést. Január 22-én a West Ham utazott Manchesterbe, a United téli szünet előtti utolsó mérkőzésére. Rashford szerezte meg a csapat győztes gólját, mindössze másodpercekkel a játékidő vége előtt, ezzel a Rangnick alatt először nyert meg sorozatban több mérkőzést a csapat.
A téli szünet után az első mérkőzését a United a Burnley ellen játszotta idegenben. A Vörös Ördögök a 12. percben megszerezték a vezetést Raphaël Varane góljával, amit a videóbíró visszavont, miután Harry Maguire szabálytalan volt Jay Rodriguez ellen a gól előtti pillanatokban. Hat perccel később már nem vette el a gólt a bíró, mikor Paul Pogba megszerezte szezonja első gólját. Visszavonták Josh Brownhill öngólját, mielőtt Rodriguez kiegyenlített, mindössze két perccel a második félidő kezdete után. A következő mérkőzést otthon játszotta a csapat a Southampton ellen, először az előző évi 0–9-es United-győzelem után. Sancho szerezte meg az első gólt az első félidőben, de a Southampton hamar a második félidő kezdete után kiegyenlített, Ché Adamsnek köszönhetően. A hét közepén a United a Brighton ellen játszott hazai pályán, amely mérkőzést eredetileg decemberben rendeztek volna meg. Az első félidőben nem szerzett egyik csapat se gólt, a másodikban Ronaldo megszerezte első gólját 2022-ben, McTominay gólpasszát követően. Fernandes a 97. percben szerzett még egy gólt, eldöntve a mérkőzést. Öt nappal később a United az Elland Roadra utazott. Maguire és Fernandes góljaival két gólos előnyt alakított ki a csapat, de azt a második félidőben Rodrigo és Raphinha góljait követően el is vesztették. Az utóbbihoz a gólpasszt a United korábbi játékosa, Daniel James adta. A United két cseréje döntötte el végül a mérkőzést, Fred a 70., Elanga pedig a 88. percben talált be. Szeptember óta ezen a meccsen először rúgott a United több, mint három gólt. Hat nappal később a United a szezonban először góltalan döntetlent játszott, a Watford ellen.
A United a városi riválisát látogatta meg március első mérkőzésén. A címvédőnek mindössze öt perc kellett, hogy megszerezze a vezetést Kevin De Bruyne góljának köszönhetően. Sancho később kiegyenlített, az első mérkőzésén a City otthonában, mióta elhagyta a csapatot. De Bruyne hat perccel később újra betalált, amelyet Rijad Mahrez duplája követtet. A 2018–2019-es szezon óta ez volt az első alkalom, hogy a City otthon és idegenben is legyőzte a Unitedet, a Vörös Ördögök első veresége a City ellen idegenben 2018 óta és a 2013–2014-es szezon óta a legnagyobb vereségük a városi rivális ellen. A következő mérkőzésen a Tottenham Hotspur ellen Ronaldo megszerezte második mesterhármasát United-karrierjében, több, mint 14 évvel az első után. A Spurs két gólt szerzett, Harry Kane a 35. percben egy büntetőnek köszönhetően talált be, míg Maguire a 72-ben öngólt szerzett.
Április 2-án a United a Leicester ellen játszott hazai pályán. Kelechi Iheanacho három perccel Fred egyenlítő gólja előtt talált be. Egy héttel később Anthony Gordon gólja elég volt a kiesés ellen küzdő Evertonnak, hogy megverjék a Unitedot. Hét nappal később Ronaldo két gólt szerzett a Norwich ellen, mielőtt Kieran Dowell és Teemu Pukki kiegyenlített volna. A portugál harmadik góljával végül nyerni tudott a manchesteri csapat. 2022. április 19-én ismét nagy vereséget szenvedett a United, mikor kikaptak 4-0-ra a Liverpooltól az Anfielden. Összesítve a United kilenc gólt kapott a riválisától a szezonban, egyet se szereztek a két mérkőzésen. A következő mérkőzést az Arsenal ellen játszották. Ronaldo egyetlen gólja nem volt elég a csapatnak, hogy elkerüljék a vereséget, az Arsneal 3-1-re nyert.
Május első mérkőzésén a Vörös Ördögök 3-0 arányban megverték a Brentfordot utolsó hazai mérkőzésükön, Ronaldo és Bruno Fernandes góljával, illetve Raphaël Varane első Unitedban szerzett találatával. Ez a mérkőzés volt Juan Mata, Nemanja Matić és Edinson Cavani utolsó meccse az Old Traffordon. A Brighton elleni 4-0-ás vereség után a 37. fordulóban már biztos lett, hogy a Premier League-érában statisztikailag a csapat legrosszabb szezonja lesz a 2021–2022-es. Az évad utolsó mérkőzését a Crystal Palace ellen játszotta a csapat.
| Dátum                | Ellenfél         | H / V | Végeredmény | Góllövők                                           | Nézőszám | Helyezés |
| -------------------- | ---------------- | ----- | ----------- | -------------------------------------------------- | -------- | -------- |
| 2021. augusztus 14.  | Leeds United     | H     | 5–1         | Fernandes 30', 54', 60', Greenwood 52', Fred 68'   | 72 732   | 1.       |
| 2021. augusztus 22.  | Southampton      | V     | 1–1         | Greenwood 55'                                      | 29 485   | 5.       |
| 2021. augusztus 29.  | Wolves           | V     | 1–0         | Greenwood 81'                                      | 30 621   | 3.       |
| 2021. szeptember 11. | Newcastle United | H     | 4–1         | Ronaldo 45+2', 62', Fernandes 80', Lingard 90+2'   | 72 732   | 1.       |
| 2021. szeptember 19. | West Ham         | V     | 2–1         | Ronaldo 35', Lingard 89'                           | 59 958   | 2.       |
| 2021. szeptember 25. | Aston Villa      | H     | 0–1         | —                                                  | 72 922   | 4.       |
| 2021. október 2.     | Everton          | H     | 1–1         | Martial 43'                                        | 73 128   | 4.       |
| 2021. október 16.    | Leicester City   | V     | 2–4         | Greenwood 19', Rashford 83'                        | 32 219   | 5.       |
| 2021. október 24.    | Liverpool        | H     | 0–5         | —                                                  | 73 088   | 7.       |
| 2021. október 30.    | Spurs            | V     | 3–0         | Ronaldo 39', Cavani 64', Rashford 86'              | 60 356   | 5.       |
| 2021. november 6.    | Manchester City  | H     | 0–2         | —                                                  | 73 086   | 5.       |
| 2021. november 20.   | Watford          | V     | 1–4         | van de Beek 50'                                    | 21 087   | 7.       |
| 2021. november 27.   | Chelsea          | V     | 1–1         | Sancho 50'                                         | 40 041   | 8.       |
| 2021. december 2.    | Arsenal          | H     | 3–2         | Fernandes 44', Ronaldo 52', 70' (b.)               | 73 123   | 7.       |
| 2021. december 5.    | Crystal Palace   | H     | 1–0         | Fred 77'                                           | 73 172   | 6.       |
| 2021. december 11.   | Norwich City     | V     | 1–0         | Ronaldo 75' (b.)                                   | 27 606   | 5.       |
| 2021. december 27.   | Newcastle United | V     | 1–1         | Cavani 71'                                         | 52 178   | 7.       |
| 2021. december 30.   | Burnley          | H     | 3–1         | McTominay 8', Mee 27' (ög), Ronaldo 35'            | 73 121   | 6.       |
| 2022. január 3.      | Wolves           | H     | 0–1         | —                                                  | 73 045   | 7.       |
| 2022. január 15.     | Aston Villa      | V     | 2–2         | Fernandes 6', 67'                                  | 41 968   | 7.       |
| 2022. január 19.     | Brentford        | V     | 3–1         | Elanga 55', Greenwood 62', Rashford 77'            | 17 094   | 7.       |
| 2022. január 22.     | West Ham         | H     | 1–0         | Rashford 90+3'                                     | 73 130   | 4.       |
| 2022. február 8.     | Burnley          | V     | 1–1         | Pogba 18'                                          | 21 233   | 5.       |
| 2022. február 12.    | Southampton      | H     | 1–1         | Sancho 21'                                         | 73 084   | 5.       |
| 2022. február 15.    | Brighton         | H     | 2–0         | Ronaldo 51', Fernandes 90+7'                       | 73 012   | 4.       |
| 2022. február 20.    | Leeds United     | V     | 4–2         | Maguire 34', Fernandes 45+5', Fred 70', Elanga 88' | 36 715   | 4.       |
| 2022. február 26.    | Watford          | H     | 0–0         | —                                                  | 73 152   | 4.       |
| 2022. március 6.     | Manchester City  | V     | 1–4         | Sancho 22'                                         | 53 165   | 5.       |
| 2022. március 12.    | Spurs            | H     | 3–2         | Ronaldo 12', 38', 81'                              | 73 458   | 4.       |
| 2022. április 2.     | Leicester City   | H     | 1–1         | Fred 66'                                           | 73 444   | 7.       |
| 2022. április 9.     | Everton          | V     | 0–1         | —                                                  | 39 080   | 7.       |
| 2022. április 16.    | Norwich City     | H     | 3–2         | Ronaldo 7', 32', 76'                               | 73 381   | 5.       |
| 2022. április 19.    | Liverpool        | V     | 0–4         | —                                                  | 52 686   | 6.       |
| 2022. április 23.    | Arsenal          | V     | 1–3         | Ronaldo 34'                                        | 60 223   | 6.       |
| 2022. április 28.    | Chelsea          | H     | 1–1         | Ronaldo 62'                                        | 73 564   | 6.       |
| 2022. május 2.       | Brentford        | H     | 3–0         | Fernandes 9', Ronaldo 61', Varane 72'              | 73 482   | 6.       |
| 2022. május 7.       | Brighton         | V     | 0–4         | —                                                  | 31 637   | 6.       |
| 2022. május 22.      | Crystal Palace   | V     | 0–1         | —                                                  | 25 434   | 6.       |

1. ↑  A helyezés közvetlenűl a mérkőzés után rögzíve
2. ↑  Eredetileg a Brentford elleni mérkőzést 2021. december 14-én tartották volna, de elhalasztották a United csapatán belüli Covid19-esetek miatt.
3. ↑  Eredetileg a Brighton & Hove Albion elleni mérkőzést 2021. december 18-án tartották volna, de elhalasztották a United csapatán belüli Covid19-esetek miatt.
4. ↑  A Liverpool elleni mérkőzést eredetileg 2022. március 20-án tartották volna meg, de a Liverpool FA-kupa-szereplése miatt elhalasztották.
5. ↑  A mérkőzést 2022. május 15-én tartották volna, de a Chelsea FA-kupa-szereplése miatt előrehozták.

### Bajnoki tabella
| Hely. | Csapat                 | M  | Gy | D  | V  | G+ | G– | Gk  | P  | Továbbjutás vagy kiesés            |
| ----- | ---------------------- | -- | -- | -- | -- | -- | -- | --- | -- | ---------------------------------- |
| 4.    | Tottenham Hotspur      | 38 | 22 | 5  | 11 | 69 | 40 | +29 | 71 | Bajnokok Ligája-csoportkör         |
| 5.    | Arsenal                | 38 | 22 | 3  | 13 | 61 | 48 | +13 | 69 | Európa-liga-csoportkör             |
| 6.    | Manchester United      | 38 | 16 | 10 | 12 | 57 | 57 | 0   | 58 | Európa-liga-csoportkör             |
| 7.    | West Ham United        | 38 | 16 | 8  | 14 | 60 | 51 | +9  | 56 | Európa Konferencia Liga, rájátszás |
| 8.    | Brighton & Hove Albion | 38 | 12 | 15 | 11 | 42 | 44 | −2  | 51 |                                    |

1. ↑  Mivel a Liverpool és a Chelsea, a 2021–2022-es angol labdarúgókupa döntősei bajnoki helyezésük alapján is kvalifikálnak egy európai helyre, így a a kupa győztesének járó Európa-liga helyet a tabellán legjobb pozícióban szereplő, de nemzetközi futballra nem kvalifikáló csapat kapja meg. Ez jelenleg a hatodik helyezett.
2. ↑  Mivel a Liverpool, a 2021–2022-es angol ligakupa győztese bajnoki helyezésük alapján is bejutott egy európai helyre, így a a kupa győztesének járó Konferencia Liga helyet a tabellán legjobb pozícióban szereplő, de nemzetközi futballra nem kvalifikáló csapat kapja meg. Ez jelenleg a hetedik helyezett.

## Bajnokok Ligája

### Csoportkör
A Bajnokok Ligája csoportkörének sorsolására 2021. augusztus 26-án került sor. Miután a második helyen végzett a Premier League 2020–21-es kiírásában, a Manchester United automatikusan kvalifikálta magát a Bajnokok Ligája csoportkörében, ahol at F-csoportba sorsolták a csapatot, a spanyol Villarreal, az olasz Atalanta és a svájci Young Boys ellenfeleként. A mérkőzéseket szeptember 14-e és december 8-a között játsszák.
Az első mérkőzést a United a Young Boys ellen játszotta idegenben, ahol Cristiano Ronaldo góljával a 13. percben megszerezték a vezetést. A 35. percben kiállították Aaron Wan-Bissakát, mert rálépett Christopher Martins bokájára. Moumi Ngamaleu kiegyenlített a 66. percben, majd a svájci csapat a 95. percben Jesse Lingard hibáját követően Jordan Siebatcheu góljával megnyerte. A második mérkőzést a United hazai pályán játszotta a Villarreal ellen. A spanyol csapat szerezte meg a vezetést Paco Alcácer góljával a második félidő elején, mielőtt Alex Telles a 60. percben egy szabadrúgást követően a büntetőterületen kívülről a jobb alsó sarokba lőtte volna a labdát. A manchesteri csapat végül Cristiano Ronaldo 95. percben szerzett góljával nyerte meg a mérkőzést 2–1-re. Az Atalanta elleni első mérkőzésen a félidőre a Manchester United már hátrányban volt 2–0-ás arányban, Mario Pašalić és Merih Demiral góljait követően. Marcus Rashford szerezte meg a hazai csapat első gólját az 53. percben, Bruno Fernandes gólpassza után. Harry Maguire egyenlített ki a 75. percben, mikor Bruno Fernandes beadta a labdát a jobbszélről, Edinson Cavani pedig tovább fejelte azt az angol védő felé. Végül Cristiano Ronaldo nyerte meg a mérkőzést a Unitednek, mikor a 81. percben Luke Shaw beadását követően a bal alsó sarokba fejelte a labdát.
A negyedik mérkőzésére a United Bergamóba utazott. Az Atalanta kétszer is megszerezte a vezetést a United ellen, de Cristiano Ronaldo hosszabbításban szerzett góljaival mindkétszer kiegyenlített a csapat. Az ötödik mérkőzésen a United a Villarreal ellen játszott, amely Michael Carrick első mérkőzése volt, mint a csapat ideiglenes vezetőedzője. A United 2–0 arányban nyert idegenben, Cristiano Ronaldo és Jadon Sancho góljaival. Ezzel a győzelemmel a csapat bebiztosította továbbjutását a nyolcaddöntőbe. A Manchester United már biztos csoportelsőként játszotta le a Young Boys elleni második mérkőzését. Mason Greenwood szerezte meg a vezetést a csapatnak a 9. percben, mielőtt a félidő vége előtt Fabian Rieder kiegyenlített. Tom Heaton, Zidane Ikbál és Charlie Savage is ezen a meccsen debütált a Manchester United színeiben.
| Dátum                | Ellenfél   | H/V | Végeredmény | Góllövők                               | Nézőszám | Helyezés |
| -------------------- | ---------- | --- | ----------- | -------------------------------------- | -------- | -------- |
| 2021. szeptember 14. | Young Boys | V   | 1–2         | Ronaldo 13'                            | 31 120   | 4.       |
| 2021. szeptember 29. | Villarreal | H   | 2–1         | Telles 60', Ronaldo 90+5'              | 73 130   | 3.       |
| 2021. október 20.    | Atalanta   | H   | 3–2         | Rashford 53', Maguire 75', Ronaldo 81' | 72 279   | 1.       |
| 2021. november 2.    | Atalanta   | V   | 2–2         | Ronaldo 45+1', 90+1                    | 14 443   | 1.       |
| 2021. november 23    | Villarreal | V   | 2–0         | Ronaldo 78', Sancho 90'                | 20 875   | 1.       |
| 2021. december 8.    | Young Boys | H   | 1–1         | Greenwood 9'                           | 73 156   | 1.       |

#### F-csoport
| Hely. | Csapat            | M | Gy | D | V | G+ | G– | Gk | P  | Továbbjutás                                      |
| ----- | ----------------- | - | -- | - | - | -- | -- | -- | -- | ------------------------------------------------ |
| 1.    | Manchester United | 6 | 3  | 2 | 1 | 11 | 8  | +3 | 11 | Továbbjut az egyenes kieséses szakaszba          |
| 2.    | Villarreal        | 6 | 3  | 1 | 2 | 12 | 9  | +3 | 10 | Továbbjut az egyenes kieséses szakaszba          |
| 3.    | Atalanta          | 6 | 1  | 3 | 2 | 12 | 13 | −1 | 6  | Átkerül az Európa-liga nyolcaddöntő rájátszásába |
| 4.    | Young Boys        | 6 | 1  | 2 | 3 | 7  | 12 | −5 | 5  |                                                  |

### Egyenes kieséses szakasz
A Nyolcaddöntő sorsolást eredetileg 2021. december 13-án, közép-európai idő szerint 12 órától tartották a svájci Nyon városában. A sorsolás során azonban több szabálytalanság volt, A United a Villarreal csapatát kapta ellenfélnek, holott ők azonos csoportból jutottak tovább. Ezt követően az Atlético Madrid ellenfelei közül kihagyták az angol rekordbajnokot. Később az UEFA visszavonta a sorsolás eredményét, amely értelmében a csapat a francia Paris Saint-Germain csapatával találkozott volna a legjobb 16 között. Majd technikai hibára hivatkozva bejelentette, hogy a fordulót teljesen újrasorsolják közép-európai idő szerint 15 órakor. Ahol a United a Spanyol bajnok Atlético Madrid csapatát kapta ellenfélnek. Az első mérkőzést 2022. február 23-án a Wanda Metropolitano Stadionban, a visszavágót március 15-én az Old Traffordon játsszák.
Február 23-án a United a Wanda Metropolitano Stadionba látogatott, a csapat történetében először, a két fél első két találkozását a Vicente Calderón Stadionban játszották. João Félix szerezte meg az első gólt a 7. percben, az Atlético korábbi kapusa, David de Gea ellen. Anthony Elanga a 80. percben egyenlítette ki az állást, Bruno Fernandes passzát követően. Ezzel Fernandes lett az első játékos a Bajnokok Ligája történetében, aki egy angol csapat tagjaként sorozatban hat meccsen adott gólpasszt, megdöntve David Beckham (Manchester United) 1998 óta tartott rekordját. Elanga lett a United legfiatalabb gólszerzője a Bajnokok Ligája kieséses szakaszában, 19 évesen és 302 naposan.
| Dátum             | Ellenfél        | Forduló      | H / V | Végeredmény | Góllövők           | Nézőszám |
| ----------------- | --------------- | ------------ | ----- | ----------- | ------------------ | -------- |
| 2022. február 23. | Atlético Madrid | Nyolcaddöntő | V     | 1–1         | Anthony Elanga 80' | 63 273   |
| 2022. március 15. | Atlético Madrid | Nyolcaddöntő | H     | 0–1         | —                  | 73 008   |

## FA-kupa
Premier League csapatként, a United a 3. fordulóban szállt be a 2021–22-es FA-kupa küzdelmeibe. A sorsolást december 6-án tartották, a United a szintén az első osztályban szereplő, Aston Villa csapatát kapta ellenfélnek. A harmadik fordulóban az Aston Villa két gólját is visszavonta a VAR les miatt, míg a United egyetlen gólját a 8. percben Scott McTominay szerezte. A negyedik fordulóban a United a másodosztályú Middlesbrough-t kapta ellenfélként. A Boro elleni mérkőzésen Jadon Sancho szerezte meg a vezetést a 25. percben, mielőtt majdnem 40 perccel később Matt Crooks kiegyenlített volna. A United végül büntetőket követően esett ki a kupából.
| Dátum            | Forduló    | Ellenfél      | H / V | Végeredmény  | Góllövők           | Nézőszám |
| ---------------- | ---------- | ------------- | ----- | ------------ | ------------------ | -------- |
| 2021. január 10. | 3. forduló | Aston Villa   | H     | 1–0          | Scott McTominay 8' | 72 911   |
| 2022. február 4. | 4. forduló | Middlesbrough | H     | 1–1 (t: 7–8) | Jadon Sancho 25'   | 71 871   |

## EFL Ligakupa
A 2021–22-es szezonban az UEFA versenysorozataiban szereplő hét angol klub egyikeként a Manchester United a harmadik fordulóban lép be a 2021–22-es EFL Ligakupa küzdelmeibe, melynek sorsolására 2021. augusztus 25-én került sor. A sorsoláson a United a szintén Premier League-ben szereplő West Ham Unitedet kapta 3. fordulós ellenfélnek. A mérkőzést 2021. szeptember 22-én játszották az Old Traffordon, amelyet a West Ham nyert meg 1–0-ra Manuel Lanzini góljával.
| Dátum                | Forduló    | Ellenfél        | H / V | Végeredmény | Góllövők | Nézőszám |
| -------------------- | ---------- | --------------- | ----- | ----------- | -------- | -------- |
| 2021. szeptember 22. | 3. forduló | West Ham United | H     | 0–1         | —        | 72 468   |

## Statisztika

### Gólok
Utoljára frissítve: 2022. május 22-én.
| #       | Poszt.  | Név                | Liga          | Liga | FA Kupa       | FA Kupa | Liga Kupa     | Liga Kupa | Európa        | Európa | Összes        | Összes | Lapok | Lapok |
| #       | Poszt.  | Név                | Pályára lépés | Gól  | Pályára lépés | Gól     | Pályára lépés | Gól       | Pályára lépés | Gól    | Pályára lépés | Gól    |       |       |
| ------- | ------- | ------------------ | ------------- | ---- | ------------- | ------- | ------------- | --------- | ------------- | ------ | ------------- | ------ | ----- | ----- |
| 1       | KA      | David de Gea       | 38            | 0    | 1             | 0       | 0             | 0         | 7             | 0      | 46            | 0      | 0     | 0     |
| 2       | V       | Victor Lindelöf    | 26(2)         | 0    | 1             | 0       | 1             | 0         | 5             | 0      | 33(2)         | 0      | 5     | 0     |
| 3       | V       | Eric Bailly        | 3(1)          | 0    | 0             | 0       | 1             | 0         | 2             | 0      | 6(1)          | 0      | 1     | 0     |
| 4       | V       | Phil Jones         | 2(1)          | 0    | 0(1)          | 0       | 0             | 0         | 0             | 0      | 2(2)          | 0      | 0     | 0     |
| 5       | V       | Harry Maguire ()   | 28(2)         | 1    | 1             | 0       | 0             | 0         | 6             | 1      | 35(2)         | 2      | 9     | 1     |
| 6       | KP      | Paul Pogba         | 16(4)         | 1    | 1             | 0       | 0             | 0         | 4(2)          | 0      | 21(6)         | 1      | 8     | 1     |
| 7       | CS      | Cristiano Ronaldo  | 27(3)         | 18   | 1             | 0       | 0             | 0         | 7             | 6      | 35(3)         | 24     | 9     | 0     |
| 8       | KP      | Juan Mata          | 2(5)          | 0    | 0(1)          | 0       | 1             | 0         | 1(2)          | 0      | 4(8)          | 0      | 0     | 0     |
| 9       | CS      | Anthony Martial    | 2(6)          | 1    | 0             | 0       | 1             | 0         | 1(1)          | 0      | 4(7)          | 1      | 0     | 0     |
| 10      | CS      | Marcus Rashford    | 13(12)        | 4    | 2             | 0       | 0             | 0         | 3(2)          | 1      | 18(14)        | 5      | 3     | 0     |
| 11      | CS      | Mason Greenwood    | 16(2)         | 5    | 1             | 0       | 0(1)          | 0         | 3(1)          | 1      | 20(4)         | 6      | 2     | 0     |
| 13      | KA      | Lee Grant          | 0             | 0    | 0             | 0       | 0             | 0         | 0             | 0      | 0             | 0      | 0     | 0     |
| 14      | KP      | Jesse Lingard      | 2(14)         | 2    | 0(1)          | 0       | 1             | 0         | 1(3)          | 0      | 4(18)         | 2      | 1     | 0     |
| 15      | KP      | Andreas Pereira    | 0             | 0    | 0             | 0       | 0             | 0         | 0             | 0      | 0             | 0      | 0     | 0     |
| 16      | CS      | Amad Diallo        | 0             | 0    | 0             | 0       | 0             | 0         | 1             | 0      | 1             | 0      | 0     | 0     |
| 17      | KP      | Fred               | 24(3)         | 4    | 1(1)          | 0       | 0             | 0         | 5(1)          | 0      | 30(5)         | 4      | 8     | 0     |
| 18      | KP      | Bruno Fernandes    | 35(1)         | 10   | 2             | 0       | 0(1)          | 0         | 6(1)          | 0      | 43(3)         | 10     | 10    | 0     |
| 19      | V       | Raphaël Varane     | 20(2)         | 1    | 2             | 0       | 0             | 0         | 4(1)          | 0      | 26(3)         | 1      | 1     | 0     |
| 20      | V       | Diogo Dalot        | 19(5)         | 0    | 2             | 0       | 1             | 0         | 2(1)          | 0      | 24(6)         | 0      | 6     | 0     |
| 21      | KP      | Daniel James       | 2             | 0    | 0             | 0       | 0             | 0         | 0             | 0      | 2             | 0      | 0     | 0     |
| 21      | CS      | Edinson Cavani     | 7(7)          | 2    | 1             | 0       | 0(1)          | 0         | 0(3)          | 0      | 8(11)         | 2      | 1     | 0     |
| 22      | KA      | Tom Heaton         | 0             | 0    | 0             | 0       | 0             | 0         | 0(1)          | 0      | 0(1)          | 0      | 0     | 0     |
| 23      | V       | Luke Shaw          | 19(1)         | 0    | 2             | 0       | 0             | 0         | 5             | 0      | 26(1)         | 0      | 11    | 0     |
| 25      | CS      | Jadon Sancho       | 20(9)         | 3    | 1             | 1       | 1             | 0         | 5(2)          | 1      | 27(11)        | 5      | 0     | 0     |
| 26      | GK      | Dean Henderson     | 0             | 0    | 1             | 0       | 1             | 0         | 1             | 0      | 3             | 0      | 0     | 0     |
| 27      | V       | Alex Telles        | 18(3)         | 0    | 0             | 0       | 1             | 0         | 3(1)          | 1      | 22(4)         | 1      | 3     | 0     |
| 28      | KP      | Facundo Pellistri  | 0             | 0    | 0             | 0       | 0             | 0         | 0             | 0      | 0             | 0      | 0     | 0     |
| 29      | V       | Aaron Wan-Bissaka  | 20            | 0    | 0             | 0       | 0             | 0         | 5(1)          | 0      | 25(1)         | 0      | 2     | 1     |
| 30      | KA      | Nathan Bishop      | 0             | 0    | 0             | 0       | 0             | 0         | 0             | 0      | 0             | 0      | 0     | 0     |
| 31      | KP      | Nemanja Matić      | 16(7)         | 0    | 0             | 0       | 1             | 0         | 1(7)          | 0      | 18(14)        | 0      | 5     | 0     |
| 33      | V       | Brandon Williams   | 0             | 0    | 0             | 0       | 0             | 0         | 0             | 0      | 0             | 0      | 0     | 0     |
| 34      | KP      | Donny van de Beek  | 0(8)          | 1    | 0(1)          | 0       | 1             | 0         | 3(1)          | 0      | 4(10)         | 1      | 1     | 0     |
| 36      | CS      | Anthony Elanga     | 14(7)         | 2    | 0(2)          | 0       | 0(1)          | 0         | 2(1)          | 1      | 16(11)        | 3      | 0     | 0     |
| 37      | KP      | James Garner       | 0             | 0    | 0             | 0       | 0             | 0         | 0             | 0      | 0             | 0      | 0     | 0     |
| 38      | V       | Axel Tuanzebe      | 0             | 0    | 0             | 0       | 0             | 0         | 0             | 0      | 0             | 0      | 0     | 0     |
| 39      | MF      | Scott McTominay    | 28(2)         | 1    | 2             | 1       | 0             | 0         | 5             | 0      | 35(2)         | 2      | 10    | 0     |
| 43      | V       | Teden Mengi        | 0             | 0    | 0             | 0       | 0             | 0         | 0(1)          | 0      | 0(1)          | 0      | 0     | 0     |
| 44      | CS      | Tahith Chong       | 0             | 0    | 0             | 0       | 0             | 0         | 0             | 0      | 0             | 0      | 0     | 0     |
| 46      | KP      | Hannibal Medzsbrí  | 1(1)          | 0    | 0             | 0       | 0             | 0         | 0             | 0      | 1(1)          | 0      | 2     | 0     |
| 47      | CS      | Shola Shoretire    | 0(1)          | 0    | 0             | 0       | 0             | 0         | 0(1)          | 0      | 0(2)          | 0      | 1     | 0     |
| 51      | KA      | Matěj Kovář        | 0             | 0    | 0             | 0       | 0             | 0         | 0             | 0      | 0             | 0      | 0     | 0     |
| 64      | V       | Björn Hardley      | 0             | 0    | 0             | 0       | 0             | 0         | 0             | 0      | 0             | 0      | 0     | 0     |
| 72      | KP      | Charlie Savage     | 0             | 0    | 0             | 0       | 0             | 0         | 0(1)          | 0      | 0(1)          | 0      | 0     | 0     |
| 73      | KP      | Zidane Ikbál       | 0             | 0    | 0             | 0       | 0             | 0         | 0(1)          | 0      | 0(1)          | 0      | 0     | 0     |
| 75      | CS      | Alejandro Garnacho | 0(2)          | 0    | 0             | 0       | 0             | 0         | 0             | 0      | 0(2)          | 0      | 0     | 0     |
| Öngólok | Öngólok | Öngólok            | –             | 1    | –             | 0       | –             | 0         | –             | 0      | –             | 1      | N/A   | N/A   |

1. 1 2 3  Edinson Cavani viselte a 7-es mezszámot 2021. szeptember 2-ig, Daniel James Leeds Unitedbe való átigazolása után Cristiano Ronaldo vette át ezt a számot.[75]
2. ↑  A Manchester United 2022. január 30-án felfüggesztette a játékost.[76]

### Nemzetközi mérkőzések
A Manchester United a 2021-22-es Bajnokok ligáját a F csoportban kezdte.
| Sorozat                       | Forduló                       | Klub                          | 1. mérkőzés | 2. mérkőzés | Össz.      | F.         |
| ----------------------------- | ----------------------------- | ----------------------------- | ----------- | ----------- | ---------- | ---------- |
| 2021/22-es Bajnokok ligája    | F Csoport                     | Villarreal                    | 2–1         | 2–0         | 1. hely    | [ 56 ]     |
| 2021/22-es Bajnokok ligája    | F Csoport                     | Atalanta                      | 3–2         | 2–2         | 1. hely    | [ 56 ]     |
| 2021/22-es Bajnokok ligája    | F Csoport                     | Young Boys                    | 1–2         | 1–1         | 1. hely    | [ 56 ]     |
| 2021/22-es Bajnokok ligája    | Nyolcaddöntő                  | Atlético Madrid               | 1–1         | 0–1         | 1–2        |            |
| Gólok összesen (Gólkülönbség) | Gólok összesen (Gólkülönbség) | Gólok összesen (Gólkülönbség) | 12–10 (+2)  | 12–10 (+2)  | 12–10 (+2) | 12–10 (+2) |

### A hónap díjai
| Hónap      | A hónap játékosa | A hónap játékosa  | A hónap játékosa | A hónap játékosa | A hónap gólja | A hónap gólja     | A hónap gólja | A hónap gólja |
| Hónap      | #                | Játékos           | Poszt            | F.               | #             | Játékos           | Poszt         | F.            |
| ---------- | ---------------- | ----------------- | ---------------- | ---------------- | ------------- | ----------------- | ------------- | ------------- |
| Augusztus  | 11               | Mason Greenwood   | Támadó           | [ 78 ]           | 18            | Bruno Fernandes   | Középpályás   | [ 79 ]        |
| Szeptember | 7                | Cristiano Ronaldo | Támadó           | [ 80 ]           | 27            | Alex Telles       | Hátvéd        | [ 81 ]        |
| Október    | 7                | Cristiano Ronaldo | Támadó           | [ 82 ]           | 7             | Cristiano Ronaldo | Támadó        | [ 83 ]        |
| November   | 1                | David de Gea      | Kapus            | [ 84 ]           | 25            | Jadon Sancho      | Támadó        | [ 85 ]        |
| December   | 1                | David de Gea      | Kapus            | [ 86 ]           | 17            | Fred              | Középpályás   | [ 87 ]        |
| Január     | 1                | David de Gea      | Kapus            | [ 88 ]           | 10            | Marcus Rashford   | Támadó        | [ 89 ]        |
| Február    | 25               | Jadon Sancho      | Támadó           | [ 90 ]           | 7             | Cristiano Ronaldo | Támadó        | [ 91 ]        |
| Március    | 7                | Cristiano Ronaldo | Támadó           | [ 92 ]           | 7             | Cristiano Ronaldo | Támadó        | [ 93 ]        |
| Április    | 7                | Cristiano Ronaldo | Támadó           | [ 94 ]           | 7             | Cristiano Ronaldo | Támadó        | [ 95 ]        |

## Átigazolások

### Érkezők

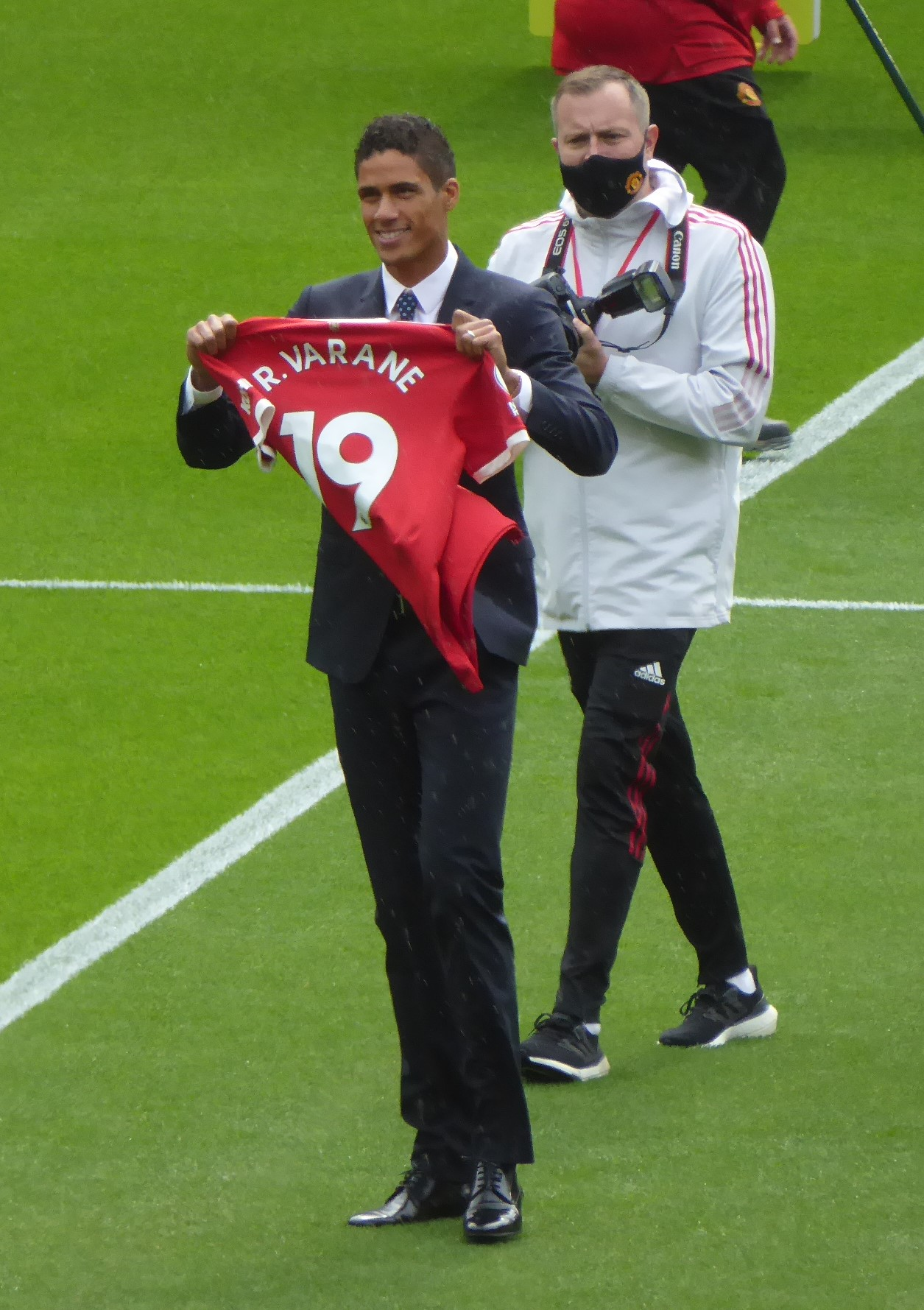
Raphaël Varane-t bemutatják, mint új United-játékos, a Leeds elleni szezonnyitó előtt.

| Dátum               | Poszt  | Név               | Honnan            | Ár                | F.              |
| ------------------- | ------ | ----------------- | ----------------- | ----------------- | --------------- |
| 2021. július 2.     | kapus  | Tom Heaton        | Aston Villa       | Ingyen igazolható | [ 97 ]          |
| 2021. július 23.    | támadó | Jadon Sancho      | Borussia Dortmund | 85 millió euró    | [ 99 ] [ 100 ]  |
| 2021. július 23.    | védő   | Paul McShane      | Rochdale          | Nem nyílvános     | [ 101 ]         |
| 2021. augusztus 14. | védő   | Raphaël Varane    | Real Madrid       | 50 millió euró    | [ 103 ] [ 104 ] |
| 2021. augusztus 27. | támadó | Cristiano Ronaldo | Juventus          | 20 millió euró    | [ 105 ] [ 106 ] |

### Távozók
| Dátum               | Poszt       | Név             | Hova                                              | Ár                                                | F.      |
| ------------------- | ----------- | --------------- | ------------------------------------------------- | ------------------------------------------------- | ------- |
| 2021. június 7.     | védő        | Oliver Kilner   | Oldham Athletic                                   | Nem nyílvános                                     | [ 107 ] |
| 2021. június 29.    | kapus       | Johan Guadagno  | København                                         | Nem nyílvános                                     | [ 108 ] |
| 2021. június 30.    | kapus       | Jacob Carney    | Lejárt a szerződése, a Sunderlandhez igazolt.     | Lejárt a szerződése, a Sunderlandhez igazolt.     | [ 110 ] |
| 2021. június 30.    | középpályás | Mark Helm       | Lejárt a szerződése, a Burnleyhez igazolt.        | Lejárt a szerződése, a Burnleyhez igazolt.        | [ 110 ] |
| 2021. június 30.    | védő        | Iestyn Hughes   | Lejárt a szerződése, a Leicester Cityhez igazolt. | Lejárt a szerződése, a Leicester Cityhez igazolt. | [ 110 ] |
| 2021. június 30.    | kapus       | Joel Pereira    | Lejárt a szerződése, a Waalwijkhez igazolt.       | Lejárt a szerződése, a Waalwijkhez igazolt.       | [ 110 ] |
| 2021. június 30.    | középpályás | Arnau Puigmal   | Lejárt a szerződése, az Almeríához igazolt.       | Lejárt a szerződése, az Almeríához igazolt.       | [ 110 ] |
| 2021. június 30.    | kapus       | Sergio Romero   | Lejárt a szerződése, a Veneziához igazolt.        | Lejárt a szerződése, a Veneziához igazolt.        | [ 110 ] |
| 2021. június 30.    | védő        | Max Taylor      | Lejárt a szerződése, a Rochdalehez igazolt.       | Lejárt a szerződése, a Rochdalehez igazolt.       | [ 110 ] |
| 2021. június 30.    | középpályás | Aliou Traoré    | Lejárt a szerződése, a Parmához igazolt.          | Lejárt a szerződése, a Parmához igazolt.          | [ 110 ] |
| 2021. július 7.     | középpályás | Charlie Veevers | Swansea City                                      | Ingyen                                            | [ 118 ] |
| 2021. július 30.    | középpályás | Charlie McCann  | Rangers                                           | Nem nyílvános                                     | [ 119 ] |
| 2021. augusztus 31. | középpályás | Daniel James    | Leeds United                                      | 25 millió euró                                    | [ 121 ] |

### Kölcsönben távozók
| -tól                | -ig              | Poszt       | Név               | Hova              | F.              |
| ------------------- | ---------------- | ----------- | ----------------- | ----------------- | --------------- |
| 2021. július 1.     | A szezon végéig  | kapus       | Nathan Bishop     | Mansfield Town    | [ 122 ]         |
| 2021. július 2.     | 2022. január 28. | védő        | Reece Devine      | St Johnstone      | [ 123 ]         |
| 2021. július 9.     | A szezon végéig  | támadó      | Tahith Chong      | Birmingham City   | [ 124 ]         |
| 2021. július 23.    | A szezon végéig  | védő        | Will Fish         | Stockport County  | [ 125 ]         |
| 2021. július 30.    | A szezon végéig  | védő        | Di’Shon Bernard   | Hull City         | [ 126 ]         |
| 2021. augusztus 5.  | A szezon végéig  | támadó      | Facundo Pellistri | Alavés            | [ 127 ] [ 128 ] |
| 2021. augusztus 8.  | 2022. január 8.  | védő        | Axel Tuanzebe     | Aston Villa       | [ 129 ]         |
| 2021. augusztus 13. | A szezon végéig  | középpályás | Ethan Galbraith   | Doncaster Rovers  | [ 130 ]         |
| 2021. augusztus 16. | 2022. január 6.  | védő        | Ethan Laird       | Swansea City      | [ 131 ]         |
| 2021. augusztus 20. | A szezon végéig  | középpályás | Dylan Levitt      | Dundee United     | [ 132 ]         |
| 2021. augusztus 20. | A szezon végéig  | középpályás | Andreas Pereira   | Flamengo          | [ 133 ]         |
| 2021. augusztus 22. | A szezon végéig  | középpályás | James Garner      | Nottingham Forest | [ 134 ]         |
| 2021. augusztus 23. | A szezon végéig  | hátvéd      | Brandon Williams  | Norwich City      | [ 135 ]         |
| 2021. augusztus 28. | A szezon végéig  | támadó      | D’Mani Mellor     | Salford City      | [ 136 ]         |
| 2022. január 8.     | A szezon végéig  | hátvéd      | Axel Tuanzebe     | Napoli            | [ 137 ]         |
| 2022. január 4.     | A szezon végéig  | hátvéd      | Teden Mengi       | Birmingham City   | [ 138 ]         |
| 2022. január 6.     | A szezon végéig  | hátvéd      | Ethan Laird       | Bournemouth       | [ 139 ]         |
| 2022. január 25.    | A szezon végéig  | támadó      | Anthony Martial   | Sevilla           | [ 140 ]         |
| 2022. január 27.    | A szezon végéig  | támadó      | Amad Diallo       | Rangers           | [ 141 ]         |
| 2022. január 28.    | A szezon végéig  | védő        | Reece Devine      | Walsall           | [ 142 ]         |
| 2022. január 31.    | A szezon végéig  | középpályás | Donny van de Beek | Everton           | [ 143 ]         |
| 2022. január 31.    | A szezon végéig  | kapus       | Matěj Kovář       | Burton Albion     | [ 144 ]         |